# Claude Balbastre
Pour les personnes ayant le même patronyme, voir Balbastre.
Claude Balbastre (parfois cité comme Claude Bénigne Balbastre), né le 8 décembre 1724 à Dijon et mort le 9 mai 1799 à Paris, est un organiste, claveciniste et compositeur français.

## Biographie
Il est baptisé en l'église Saint-Michel de Dijon le 9 décembre 1724, fils de Bénigne Balbastre, organiste à la cathédrale de Dijon, son premier professeur, et de Marie Millot. Son parrain est maître Claude Fyot, correcteur à la chambre des comptes, et sa marraine demoiselle Pierrette Tortochaut, épouse de Pierre Phosson conseiller et notaire royal.
A la mort de son père lorsqu'il n'a que 13 ans, il poursuit sa formation auprès de Claude Rameau, frère de Jean-Philippe Rameau, qui lui succède. En 1743, il reprend la tribune de la cathédrale à la suite de son maître. Il bénéficie de l'aide bienveillante de ce dernier lorsqu'il s'installe à Paris en 1750 et peut ainsi se faire connaître de la haute société : le 21 mars 1755, il débuta au Concert Spirituel par un concerto d'orgue fort admiré. Il est nommé organiste à l'église Saint-Roch à Paris  en 1756. il accède progressivement aux postes les plus prestigieux : organiste à Notre-Dame de Paris en 1760, claveciniste à la Cour de France où il enseigne à Marie-Antoinette, et devient l'organiste du comte de Provence et de la Chapelle royale.
Le 2 janvier 1763, en l'église Saint-Roch à Paris, il épouse Marie-Geneviève Hotteterre, fille de Jacques-Martin Hotteterre et descendante de cette célèbre famille de musiciens normands. Le compositeur et biographe anglais Charles Burney visita Balbastre en 1770, dans ses appartements rue d'Argenteuil et mentionna dans une lettre le magnifique clavecin Ruckers en possession du musicien :

« [J'ai pu] voir et entendre un remarquable clavecin Rucker qui est en tout point un bijou … Il est peint et vernis comme une tabatière. Sur l'extérieur se trouve la naissance de Vénus ; l'intérieur du couvercle, l'histoire de l'opéra le plus fameux de Rameau, « Castor et Pollux » ; la Terre, l'Enfer et l'Élysée y sont représentés ; en Élysée, assis sur une berge, ce célèbre compositeur lui-même tient une lyre à la main … Le son de cet instrument est plus délicat que puissant ; l'un des registres est en buffle, mais très doux et agréable ; le toucher est très léger en raison des becs qui en France sont toujours faibles »

— Charles Burney
Veuf, il épouse en secondes noces en l'église Saint-Germain-l'Auxerrois à Paris, le 17 novembre 1767, Marie-Antoinette Boileau, nièce du grand écrivain, qui lui donnera deux enfants : Anne-Louise, née en 1773, et Antoine-Claude en 1774.
À partir de 1776, il est organiste de Monsieur frère du roi, professeur du duc de Chartres, de la reine Marie-Antoinette, et tient l'orgue à l'abbaye de Notre-Dame aux Bois. Enfin, il reçoit un quartier à l'orgue de la Chapelle royale à Versailles.
En 1777, il est signalé comme organiste à l'église Saint-Roch de Paris.
Malgré ses états de service, il parvient, en se ralliant — au moins en apparence — aux idées nouvelles, à traverser la Révolution et à conserver son poste à Notre-Dame (transformée en temple de la Raison), où il exécute ses adaptations des hymnes révolutionnaires à l'orgue. Il est vrai que son jeu a toujours été prisé du public : sa fantaisie est telle, même à l'église, qu'en 1762, l’archevêque de Paris lui fait interdiction de jouer pendant la messe de minuit « à cause la multitude qui venait entendre l’organiste et qui ne conservait pas le respect dû à la sainteté du lieu. ». En 1766, le même prélat interdit ses Te Deum de la veille de saint Roch, « parce qu'ils attiraient trop de monde à l'église ».
Claude Balbastre meurt à Paris, 181 rue d'Argenteuil (sur la paroisse Saint-Roch) le 20 floréal an VII (9 mai 1799), oublié de tous.

## Œuvres

### Compositions pour l'orgue

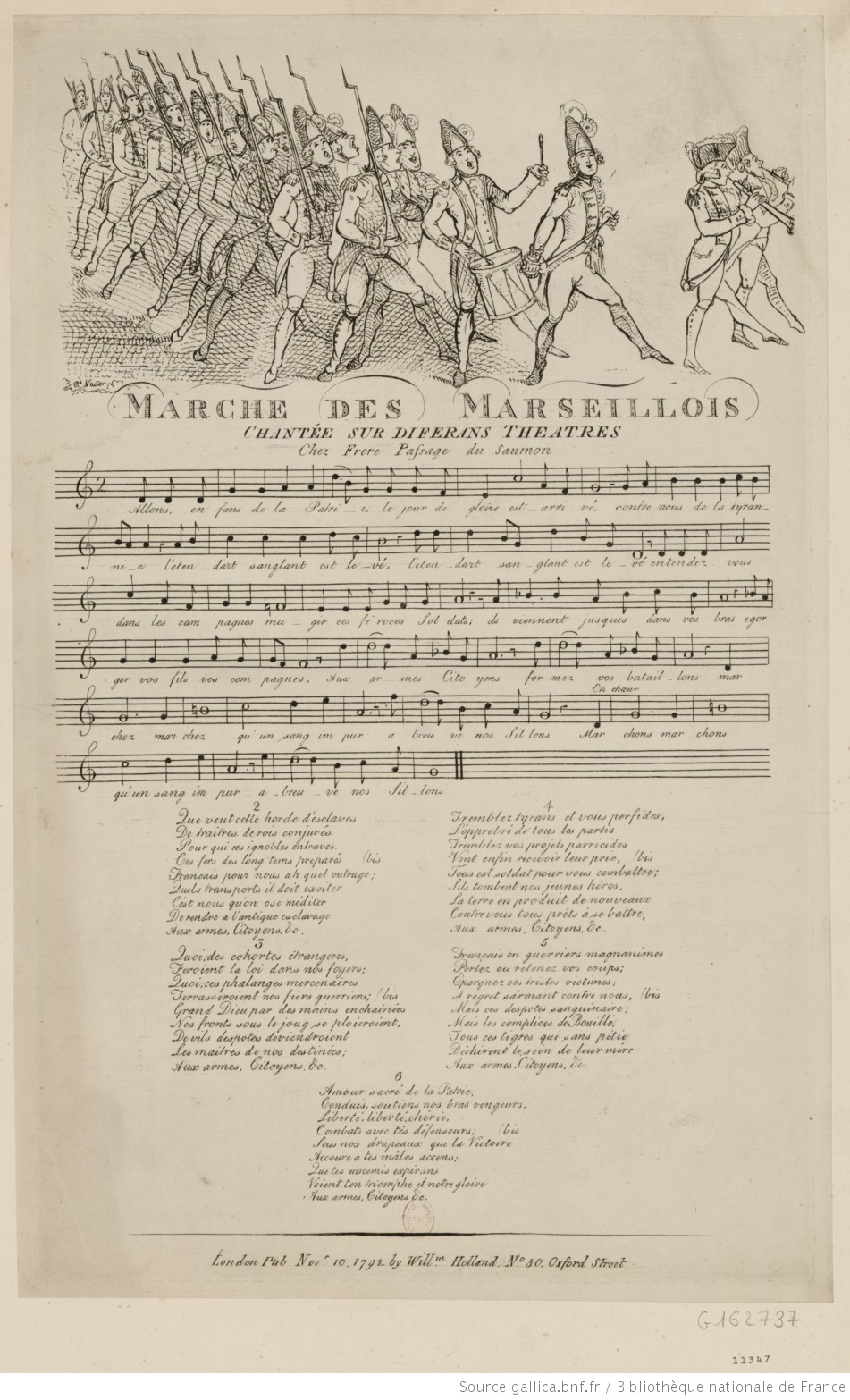
Marche des Marseillois.

- 14 concertos pour orgue (disparus, mais dont au moins un a été retrouvé dans le manuscrit de Versailles)
  1. Concerto en ré majeur
- Livre Contenant des Pieces de different Genre d'Orgue Et de Clavecin PAR Le S.r Balbastre Organiste de la Cathedralle de Dijon (1749), dit manuscrit « de Versailles » ou de Dijon - 76 pièces.
- variations sur le thème de la Marseillaise : Marche des Marseillois et l’Air Ça ira Arrangés pour le Forte Piano / Par le Citoyen Balbastre / Aux braves défenseurs de la République française l’an 1792 1er de la République (Paris 1793)
- Recueil de Noëls, formant quatre suittes, avec des Variations pour le clavecin & le forte piano (1770) 
  1. Première Suitte de Noëls : À la venue de Noël ; Joseph est bien marié ; Où s’en vont ces gais bergers ; Ah ma voisine es tu fâchée ; Tous les bourgeois de Châtre ; Quand Jésus naquit à Noël.
  2. Deuxième Suitte de Noëls : Votre bonté grand Dieu ; Il est un petit l'ange ; Joseph revenant un jour ; Au jô des pucelle ; Grand Dei, riblon ribeine ; À Cei-ci le moître De tô l’univar.
  3. Troisième Suitte de Noëls : Qué tu grô jan, qui folie ; Divine Princesse ; Ô jour to divin Flambeau ; Qu’el d’esordre dans la nature ; Ve Noei Blaizôte ; Fanne coraige, le diale â moi.
  4. Quatrième Suitte de Noëls : Or nous dites Marie ; Je rends graces à mon Dieu ; Qui a ce peu machuret ; Comment tu oze petite Rose ; Laissés paître vos bêtes.
- Quatre autres noëls 
  1. À minuit fut fait un réveil
  2. Il n'est rien de plus tendre
  3. Mes bonnes gens attendes moi
  4. Si c'est pour ôter la vie

Curieusement, les noëls, qui sont clairement dans la tradition de l'orgue français, sont édités par lui pour « le clavecin et le piano-forte ». C'est sur ce dernier instrument qu'il les joue avec grand succès dans les milieux de l'aristocratie.

### Compositions pour le clavecin
Deux livres de pièces de clavecin :
- Pièces de clavecin avec deux Fugues pour l'Orgue (Manuscrit 1748) - 8 pièces :
  1. I. Sonate 2 en fa majeur
  2. II. Sonate 5 en sol mineur
  3. III. Sonate 6 en fa majeur
  4. IV. Menuet I en la majeur et Menuet II en la mineur
  5. V. Badine en la majeur
  6. VI. Gavotte-Rondeau en sol mineur
  7. VII. Sonate en sol majeur
  8. VIII. Sonate en fa majeur : Le Coucou

- Pièces de clavecin, Premier Livre (Paris 1759) - 17 pièces :
  1. La De Caze. Fièrement et marqué, animé
  2. La D’Héricourt. Noblement, sans lenteur
  3. La Ségur. Gavotte. Gracieusement
  4. La Monmartel ou la Brunoys. Allegro
  5. La Boullongne. Fièrement et marqué
  6. La Castelmore. Air champêtre. Louré - Gracieux
  7. La Courteille. Air
  8. La Bellaud. Vivement
  9. La Lamarck. Ouverture. Vivement, marqué
  10. La Berville. Gavotte. Gracieusement
  11. La Lugeac. Giga. Allegro
  12. La Suzanne. Noblement et animé - Gracieusement
  13. La Genty. Badine. Gaiement
  14. La Malesherbe, Ariette gracieuse, Air Gay
  15. La Berryer ou la Lamoignon. Rondeau. Gracieusement
  16. La Laporte [Allegro, animé]
  17. La Morisseau. Noblement

- "Recueil d'airs choisis de plusieurs opéras accommodés pour le clavecin …" (vers 1761), Bibliothèque Nationale, manuscrit VM7 2108 - 11 pièces :
  1. Mondonville : Carnaval du Parnasse, Air-Air gracieux-Musette
  2. Rameau : Dardanus, Gavottes I & II
  3. Rousseau : Le Devin du village, Contredanse-Air
  4. Dauvergne : Hercule Mourant, Gavotte
  5. Monsigny : Le Maître en Droit, Air de Lindor
  6. Monsigny : On ne s'avise jamais de tout, Air
  7. Rameau : Les Paladins, Air de l'Ouverture
  8. Rameau : Platée, Contredanse
  9. Ferrant : Proserpine, Air de Delie
  10. Rameau : Pygmalion, Ouverture, Pantomime, Gigue & Contredanse
  11. Mondonville : Titon et l'Aurore, Gavottes I & II, Air gracieux, Menuet & Air

- Pièces isolées
  1. Marche guerrière
  2. La Canonnade
  3. Symphonie
  4. La de Villiers
  5. Rondo
  6. Pastorale en la mineur (1767)
  7. Prélude non mesuré (1777)
  8. La D'Esclignac (1787)
  9. Romance

### Musique de chambre
- Sonates en Quatuor pour le clavecin ou le forte-piano, avec accompagnement de deux violons, une basse et deux cors ad libitum (Paris, vers 1779)

1. Quatuor I en si bémol majeur
2. Quatuor II en fa majeur
3. Quatuor III en ut majeur, sans cors (la célèbre Romance constitue le mouvement central)
4. Quatuor IV en ré majeur

### Musique vocale - airs & parodies
- Les Amusements d'un convalescent (1761)
- Mes souvenirs, pour voix et instrument (1786)
- Ariette lente : Ne te presse pas mon cher Licidas
- Ariette : La Jeune Iris pour les amans
- Gavotte : Je bravois l'amour
- Menuet : A quoy bon tant de façon
- Air : Dans vos yeux où brillent
- Duo : Connoissés l’empire suprême

## Partitions
- « Claude Balbastre » (partitions libres de droits), sur l'IMSLP
- Quarante pièces d'orgue du Manuscrit de Versailles (1749), (dont le Concerto en ré majeur en 4 mouvements, des trios, des duos, la Petite chasse, des récits, des Préludes, des Fugues, le Tapage ...), en deux volumes aux Éditions Europart-Diffusion (2007), restitution par l'organiste Marie-Agnès Grall-Menet.

## Discographie

### Orgue
- Noëls pour orgue - Jean-Patrice Brosse (1983 - Arion ARN 68209)
- Claude Balbastre à Saint-Roch : Les 4 Suites de Noëls - Magnificat du 1er Ton - Concerto en ré majeur - Prélude & Fugue en ré mineur - Trio à quatre mains - La Marche des Marseillois et l'air "Ça ira" - Michel Chapuis & Marina Tchebourkina, Grandes Orgues historiques de l'Église Saint Roch, Paris (2002 - Natives - 2CD)
- 4 Noëls pour orgue et recueils de Noëls Pascale MELIS orgue historique de la basilique Saint-Nazaire de Carcassonne. Disques Coriolan COR 331 702

### Clavecin
- Pièces de clavecin (1759) + Duphly et A-L. Couperin - Gustav Leonhardt (1980 - DHM 74321-32328)
- Premier Livre de Pièces de Clavecin (1759) - Jean-Patrice Brosse, clavecin Kroll 1774 (octobre 1999, Pierre Verany PV 799102)
- Pièces de clavecin en manuscrit, « Romances, pastorales, chasse et canonnade » - Jean-Patrice Brosse, clavecin Kroll 1774 (juin 2006, Pierre Vérany PV 707021)
- Pièces de clavecin (1759) - Sophie Yates, clavecin Andrew Garlick 1996, d'après Goujon 1748 (29-30 novembre 2005, Chandos CHAN 0777)
- Pièces de clavecin (1759) - Korneel Bernolet, clavecin Augusto Bonza 2011, d'après Hemsch 1736 (2013 - Aliud)
- Musique de salon, Claude-Bénigne Balbastre [Pièces de clavecin de 1759, Marche des Marseillois et l'air Ça-Ira, Prélude] - Mitzi Meyerson, fortepiano, Broadwood & clavecin, d'après Taskin (mars 2003 et octobre 2004, 2CD Glossa GCD 921803)
- Airs d’opéra accommodés pour le clavecin de Rameau, Mondonville et Rebel par Balbastre (+ P. Royer) - Catherine Zimmer, clavecin Martine Argellies d'après Goujon (2011, L'Encelade ECL1001)

## Hommages
Est nommé en son honneur (12895) Balbastre, un astéroïde de la ceinture principale découvert en 1998.